# هویک واردومیان

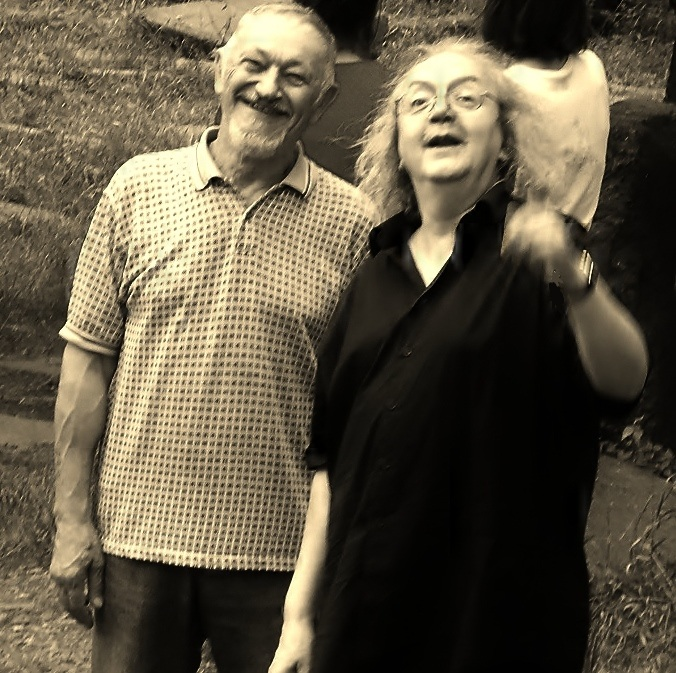

هویک واردومیان (ارمنی: Հովիկ Վարդումյան؛ زادهٔ ۲۶ ژوئیهٔ ۱۹۴۰) یک نویسنده داستان کوتاه و رمان‌نویس اهل ارمنستان است.

## زندگی‌نامه
وی در دانشگاه پلی‌تکنیک ارمنستان تحصیل نموده است. وی تا سال ۱۹۹۳ به عنوان داوطلب در جنگ قره‌باغ شرکت نمود. وی عضو اتحادیه نویسندگان ارمنستان می‌باشد. نوشته‌ها و رمان‌های وی به زبان‌های روسی، اوکراینی، فارسی، انگلیسی و فرانسوی ترجمه شده است.